# Tommy Coyne
Thomas "Tommy" Coyne, född 14 november 1962, är en irländsk-skotsk fotbollstränare och före detta professionell fotbollsspelare. Han spelade som anfallare för fotbollsklubbarna Clydebank, Dundee United, Dundee, Celtic, Tranmere Rovers, Motherwell, Falkirk och Albion Rovers mellan 1981 och 2001. Han spelade också 22 landslagsmatcher för det irländska fotbollslandslaget mellan 1992 och 1997.
Efter den aktiva spelarkarriären har han varit tränare för Clydebank och Bellshill Athletic.